# Титуш Брезовачки
Титуш Брезовачки (Загреб, 4. јануар 1757 — Загреб, 29. октобар 1805) је био хрватски књижевник.По завршеним богословским студијама постао је свештеник и служио као капелан по разним местима, крајем живота у Загребу.
Најважније је и најлепше његово дело Матијаш грабанцијаш дијак, комедија на кајкавском наречју. Главна личност комедије је ђак Матијаш, који је „свршио дванаест школа и у тринаестој, вилењачкој, грабанцију“ (од италијанске речи негроманција — чаролија). Поред њега ту је више личности из савременог загребачког друштва, које покушавају да искористе његове чаробне способности за задовољење својих ниских прохтева, али их он све надмудрује, изобличава и кажњава. Под маском ђака вилењака Брезовачки оштро критикује нарави и обичаје загребачког друштва и даје савете како треба живети. Како су скоро све кајкавске драме с краја XVIII века рађене према немачким узорима, није искључено да је и Брезовачки радио ову драму по каквом немачком оригиналу. Њему се приписује и комедија Диогенеш, такође с предметом из савременог друштва и вероватно опет прерада из туђе књижевности. Слуга „двех згубљенех братов“, који живе под истим кровом, али се услед неспретности дуго нису познавали, Диогенеш је тип слуге обешењака сличан Бомаршеову Фигару.
Брезовачки је написао и једну драму у стилу црквених приказања: Свети Алексиј. То је драматизација познате хришћанске легенде о овоме свецу, кога хоћена силу да ожене и који одлази у пустињу, а потом се као просјак враћа у дом свога оца, где живи до смрти непознат од родитеља и од своје несуђене жене. У свему подсећа ова драма на декламаторске исусовачке драме, писане за младе проповеднике ради вежбе у реторици.
Брезовачки је писао и песме, углавном пригодне. Две је пригоднице писао народним десетерцима и лепим штокавским наречјем, сасвим у духу Качићева „Разговора“. Значајна је и једна његова песма на латинском језику у којој песник устаје против мађарског језика и напада неке хрватске великаше који иду за Мађарима.